# René de La Serre
Pour les autres membres de la famille, voir famille Barbier de La Serre.
René Barbier de La Serre (né le 3 juillet 1940 à Lancieux) est un banquier et chef d'entreprise français.

## Biographie
Diplômé de l'École polytechnique, de l'Institut d'études politiques de Paris, il est ingénieur des manufactures de l'État.
Il rentre au Crédit commercial de France (CCF), dont il devient vice-président et directeur général.
Il est président du Conseil des marchés financiers de 1994 à 1998 et du Conseil des Bourses de valeurs.
Il devient président du conseil de surveillance de Pinault-Printemps-Redoute (PPR) en 1999.
En 2002, il est désigné pour diriger le groupe de travail sur l'État actionnaire.
Vice-président du conseil de surveillance de la Compagnie financière Edmond de Rothschild, il est également membre du conseil de surveillance de Schneider Electric, d'Agache-Willot, administrateur de Sanofi-Synthélabo, du Crédit lyonnais et censeur de Fimalac.